# Tylosema
Tylosema – rodzaj roślin z rodziny bobowatych (Fabaceae). Obejmuje 5 gatunków występujących w środkowej, wschodniej i południowej Afryce. Są to pnącza zielne i drewniejące płożące i wspinające się z okazałymi, podziemnymi  bulwami, rosnące w okresowo suchych, zadrzewionych sawannach i zaroślach, często wśród skał, chroniących bulwy przed wykopaniem przez zwierzęta.
Nasiona i bulwy są jadalne. Ważną rośliną pokarmową na Kalahari jest Tylosema esculentum. Jej bogate w białka i tłuszcze nasiona stanowią podstawowe pożywienie Buszmenów. Spożywane są pieczone oraz zaparzane po roztarciu na podobieństwo owsianki. Jest to potencjalnie ważna roślina pokarmowa nadająca się do uprawy na obszarach suchych.

## Systematyka
Pozycja systematyczna
Jeden z rodzajów podplemienia Bauhiniinae, plemienia Cercideae i podrodziny Cercidoideae z rodziny bobowatych Fabaceae. W szerokim ujęciu rodzaju bauhinia Bauhinia takson ten  zaliczany był do niego jako sekcja Tylosema Schweinf. (1868).
Wykaz gatunków
- Tylosema angolense P.Silveira & S.Castro
- Tylosema argenteum (Chiov.) Brenan
- Tylosema esculentum (Burch.) A.Schreib.
- Tylosema fassoglense (Kotschy ex Schweinf.) Torre & Hillc.
- Tylosema humifusum (Pic.Serm. & Roti Mich.) Brenan